# Diego Perren
Pour les articles homonymes, voir Perren.
Diego Perren, né le 10 janvier 1965 à Zermatt, est un joueur suisse de curling notamment champion olympique en 1998.

## Carrière
Pendant sa carrière, Diego Perren participe quatre fois aux championnats du monde où il remporte le bronze en 1996 et en 1999. Il participe une fois aux Jeux olympiques, en 1998 à Nagano au Japon, avec Dominic Andres, Patrick Hürlimann, Patrik Lörtscher et Daniel Müller. Il devient champion olympique après une victoire en finale contre les Canadiens. Il prend également part à deux championnats d'Europe sans remporter de médaille.